# Hydrophis czeblukovi
Hydrophis czeblukovi är en ormart som beskrevs av Kharin 1984. Hydrophis czeblukovi ingår i släktet Hydrophis och familjen giftsnokar och underfamiljen havsormar. Inga underarter finns listade i Catalogue of Life.
Denna orm förekommer i havet vid norra Nya Guinea samt vid norra och nordvästra Australien. Den kan dyka till 110 meters djup. Födan utgörs av fiskar. Fram till 2009 var endast 6 exemplar kända och dessa fynd var bifångst i fiskenät. Honor lägger antagligen inga ägg utan föder levande ungar.
För beståndet är inga hot kända. IUCN kategoriserar arten globalt som otillräckligt studerad.